# ヴァーチャルメモリー
「ヴァーチャルメモリー」は、2007年3月26日にテレビドラマ『世にも奇妙な物語 春の特別編』内で放送されたエピソードである。

## ストーリー
とある会社に勤めるOL、立花雪絵は上司の小言や同僚OLたちの嫌がらせにストレスを溜め込んでいた。
そんなある日の会社帰り、雪絵は「ヴァーチャルメモリー」なる店を見つける。店員に話を聞くと、「実際に体験した人の記憶を自分が体験できる」という。試しに雪絵は「一番スカッとする記憶」を教えてもらう。家に帰って体験してみると、想像以上の爽快感を得られたため、雪絵はヴァーチャルメモリーに病み付きになってしまう。
それからしばらくして、良い記憶のほとんどを見てしまった雪絵は「もっとスカッとする記憶は無いか」と店員に尋ねる。すると一般には出回っていない「裏モノ」の存在を明かされるが、価格は平凡なOLである雪絵にはとても払えるものではなく、「悪いけど、こっちも商売だから」と言われて諦めかける。その時、怪しげなアジア系の男に記憶を売る気はないかと持ちかけられる。
男に誘われるまま、怪しげな機械を装着した雪絵が本当に大丈夫なのかを尋ねると、男に「大丈夫。ただし、売った記憶はあなたから消える」と返される。どうせ大した記憶でもないと思い、記憶を売った雪絵は数分後に大金を渡される。男曰く、若い女性の記憶は高値で売れるという。
その金で裏モノを見た雪絵はすっかりその魅力に取り付かれ、会社での嫌な記憶を売っては金に換え、裏モノでストレスを発散していた。しかし、売るたびに記憶が失われるので、会社の仕事に支障が出てしまい、ついには大きい失敗をしたことから課長にクビを予告されてしまった。雪絵は地下道を当てもなくさまよう。
その日も雪絵が自分の記憶を売ったところ、それは破格の値段で売れた。雪絵は不思議に思うが、店員は教えてくれない。翌日、ついに会社をクビにされたことを知った雪絵は自暴自棄になる。そんな雪絵のもとに1本の裏モノが舞い込んでくるが、高額にもかかわらず購入した彼女が見たそれは、昨日に地下道で課長を殺害した自分の記憶だった。

## 用語
ヴァーチャルメモリー
作品タイトルにもなっている、実際に体験した人の記憶を自分自身が体験するためのディスクおよびそれを販売する店。
体験するには専用プレイヤーとヘッドセットが必要。

## スタッフ
- 脚本：高山直也
- 演出：星護

## キャスト
- 立花雪絵 - 加藤あい
- VM店員 - 菊池均也
- アジア系の男 - ヨシダ朝
- 水商売風の女 - 山下裕子
- OLミカ - 松永京子
- OLサナエ - 前田知恵
- OLクミ - 鴨志田えみり
- ストリートファイター - Rene Verburg
- アナウンサー - 岩尾康延
- OL - 鈴木貴子
- 包帯男 - 日高迅
- 川口課長 - 小木茂光